# Sisyrinchium septentrionale
Sisyrinchium septentrionale (лат.) — многолетнее травянистое растение, вид рода Голубоглазка (Sisyrinchium) семейства Ирисовые, произрастающий в западной части Северной Америки.

## Ботаническое описание
Sisyrinchium septentrionale — многолетнее дерновое травянистое растение до 50 см высотой от зелёного до бледно-оливкового цвета; корневища слабовыраженные. Стебли простые, шириной 0,8-2 мм, гладкие, края обычно цельные или зубчатые на вершине. Листовые пластинки гладкие. Соцветия одиночные, покрывало цельное или слегка зубчатое. Наружные лепестки 20-63 мм, длиннее внутренних, равномерно сужаются к вершине, срастаются в основании на 1,5-2,5 мм. Цветки от бледно-голубых до голубовато-фиолетовых, реже белые, основания жёлтые. Завязь по цвету похожа на листву. Плоды-капсулы от бежевого до светло-коричневого шаровидные, 3-5 мм. Семена от шаровидных до конических, без явного вдавления, 0,5-1,2 мм, морщинистые.

## Распространение и местообитание
Sisyrinchium septentrionale произрастает в западной части Северной Америки в Канаде (Британская Колумбия, Альберта, Саскачеван, Северо-Западные территории) и США (Вашингтон и Монтана). Широко распространён в ареале, встречается вместе с Sisyrinchium mucronatum.